# Wohn- und Wirtschaftsgebäude Frankenburg 72
Das Wohn- und Wirtschaftsgebäude Frankenburg 72 in der niedersächsischen Gemeinde Lilienthal-St. Jürgen im Landkreis Osterholz stammt vom Ende des 19. Jahrhunderts. Aktuell (2025) wird es zum Wohnen, landwirtschaftlich und gewerblich (Hofladen) genutzt.
Das Gebäude steht unter Denkmalschutz (siehe auch Liste der Baudenkmale in Lilienthal).

## Geschichte und Beschreibung
Lilienthal geht auf die Gründung des Klosters Lilienthal im 13. Jahrhundert zurück. Der Ortsteil St. Jürgen  liegt nordwestlich des Kerns von Lilienthal und stammt aus dem 12. Jahrhundert.
Das eingeschossige giebelständige verklinkerte Gebäude als Vierständer-Hallenhaus in Backsteinmauerwerk mit ziegelgedecktem Satteldach mit Schleppgauben und Grooter Door mit Korbbogen wurde um 1890 gebaut. Die Giebelfassaden wurden mit aufwändiger Verzierung in Backstein mit Bögen, Lisenen und Gesimsen gestaltet. Der Hof umfasst weitere neuere Gebäude.
Das Landesdenkmalamt befand u. a.: „… ortstypisches Beispiel von massivierten Hallenhäusern in Backstein …“